# Atletica leggera ai Giochi della XXIX Olimpiade - 3000 metri siepi maschili

Video della Finale

Ai Giochi della XXIX Olimpiade, tenutisi a Pechino nel 2008, la competizione dei 3000 metri siepi maschili si è svolta il 16 e il 18 agosto presso lo Stadio nazionale di Pechino.

## Presenze ed assenze dei campioni in carica
| Competizione         | Atleta              | Prestazione | Pechino 2008 |
| -------------------- | ------------------- | ----------- | ------------ |
| Olimpiadi 2004       | Ezekiel Kemboi      | 8'05"81     | Presente     |
| Commonwealth 2006    | Ezekiel Kemboi      | 8'18"17     | Presente     |
| Europei 2006         | Jukka Keskisalo     | 8'24'89”    | Presente     |
| Coppa del mondo 2006 | Saif Saaeed Shaheen | 8'19”09     | Infortunato  |
| Asiatici 2006        | Tareq Taher         | 8'26”85     | Presente     |
| Africani 2007        | Willy Komen         | 8'15”11     | Non qual.    |
| Mondiali 2007        | Brimin K. Kipruto   | 8'13"82     | Presente     |
|                      |                     |             |              |
| Mondiali junior 2004 | Ronald K. Rutto     | 8'23”32     | Non qual.    |

## Gara
Nei primi due km i passaggi sono lenti: 2'46"97 e 2'46"87. Poi i kenioti Kemboi (il campione uscente) e Matelong rompono gli indugi e si pongono in testa al gruppo. Alla campanella dell'ultimo giro conduce Kemboi, seguito da Matelong e dal francese Mekhissi. Solo settimo il terzo dei kenioti, Kipruto. Nel rettilineo opposto a quello d'arrivo passa in testa Matelong, che accelera il ritmo. Parte lancia in resta anche Kipruto, che progressivamente riduce le distanze dal trio di testa. Dopo la barriera li raggiunge e si presenta sorprendentemente davanti a tutti all'ultimo ostacolo. Solo Mekhissi resiste al suo ritmo. Nel testa a testa Kipruto prevale per 15 centesimi sul francese.

Matelong è terzo, mentre Kemboi, inciampato malamente nell'ultimo ostacolo, finisce solo settimo.
È la settima vittoria consecutiva per il Kenya in questa specialità.

## Batterie
Sabato 16 agosto.
Si qualificano per la finale i primi 4 classificati di ogni batteria. Vengono ripescati i 3 migliori tempi degli esclusi.

### 1ª batteria
Ore 9:20.
| Pos | Atleta                | Paese      | Tempo   | Note |
| --- | --------------------- | ---------- | ------- | ---- |
| 1   | Bouabdellah Tahri     | Francia    | 8'23"42 | Q    |
| 2   | Brimin Kiprop Kipruto | Kenya      | 8'23"53 | Q    |
| 3   | Abdelkader Hachlaf    | Marocco    | 8'23"62 | Q    |
| 4   | Tareq Mubarak Taher   | Bahrein    | 8'23"66 | Q    |
| 5   | Nahom Mesfin          | Etiopia    | 8'23"82 |      |
| 6   | Ildar Minshin         | Russia     | 8'26"85 |      |
| 7   | Tomasz Szymkowiak     | Polonia    | 8'29"37 |      |
| 8   | Rabia Makhloufi       | Algeria    | 8'29"74 |      |
| 9   | Yoshitaka Iwamizu     | Giappone   | 8'29"80 |      |
| 10  | Valērijs Žolnerovičs  | Lettonia   | 8'37"65 |      |
| 11  | Alberto Paulo         | Portogallo | 8'39"11 |      |
| 12  | Ruben Palomeque       | Spagna     | 8'58"50 |      |
|     | Matteo Villani        | Italia     | Rit.    |      |

### 2ª batteria
Ore 9:32.
| Pos | Atleta                      | Paese          | Tempo   | Note                |
| --- | --------------------------- | -------------- | ------- | ------------------- |
| 1   | Yakob Jarso                 | Etiopia        | 8'16"88 | Q, RP               |
| 2   | Mahiedine Mekhissi-Benabbad | Francia        | 8'16"95 | Q                   |
| 3   | Anthony Famiglietti         | Stati Uniti    | 8'17"34 | Q, RP               |
| 4   | Ezekiel Kemboi              | Kenya          | 8'17"55 | Q                   |
| 5   | Mustafa Mohamed             | Svezia         | 8'17"80 | q                   |
| 6   | Youcef Abdi                 | Australia      | 8'17"97 | q, RP               |
| 7   | Ion Luchianov               | Moldavia       | 8'18"97 | q, RN               |
| 8   | Brahim Taleb                | Marocco        | 8'23"09 |                     |
| 9   | Andrew Lemoncello           | Gran Bretagna  | 8'36"06 |                     |
| 10  | Billy Nelson                | Stati Uniti    | 8'36"66 |                     |
| 11  | Jose Luis Blanco            | Spagna         | 8'37"37 |                     |
| 12  | Ali Ahmad Al-amri           | Arabia Saudita | 9'09"73 |                     |
|     | Boštjan Buč                 | Slovenia       | Squal.  | Invasione di corsia |
|     | Jukka Keskisalo             | Finlandia      | NP      |                     |

### 3ª batteria
Ore 9:44.
| Pos | Atleta                      | Paese       | Tempo   | Note  |
| --- | --------------------------- | ----------- | ------- | ----- |
| 1   | Ruben Ramolefi              | Sudafrica   | 8'19"86 | Q, RP |
| 2   | Richard Kipkemboi Mateelong | Kenya       | 8'19"87 | Q     |
| 3   | Benjamin Kiplagat           | Uganda      | 8'20"22 | Q     |
| 4   | Abubaker Ali Kamal          | Qatar       | 8'21"85 | Q     |
| 5   | Eliseo Martin               | Spagna      | 8'23"19 |       |
| 6   | Hamid Ezzine                | Marocco     | 8'27"45 |       |
| 7   | Vincent Zouaoui-Dandrieux   | Francia     | 8'27"91 |       |
| 8   | Roba Gary                   | Etiopia     | 8'28"27 |       |
| 9   | Josh Mcadams                | Stati Uniti | 8'33"26 |       |
| 10  | Pavel Potapovič             | Russia      | 8'36"29 |       |
| 11  | Pieter Desmet               | Belgio      | 8'37"99 |       |
| 12  | Halil Akkaş                 | Turchia     | 8'44"70 |       |
| 13  | Itay Magidi                 | Israele     | 9'05"02 |       |

### Graduatoria batterie
| Pos | Batteria | Atleta                      | Paese          | Tempo   | Note                |
| --- | -------- | --------------------------- | -------------- | ------- | ------------------- |
| 1   | 2        | Yakob Jarso                 | Etiopia        | 8'16"88 | Q, RP               |
| 2   | 2        | Mahiedine Mekhissi-Benabbad | Francia        | 8'16"95 | Q                   |
| 3   | 2        | Anthony Famiglietti         | Stati Uniti    | 8'17"34 | Q, RP               |
| 4   | 2        | Ezekiel Kemboi              | Kenya          | 8'17"55 | Q                   |
| 5   | 2        | Mustafa Mohamed             | Svezia         | 8'17"80 | q                   |
| 6   | 2        | Youcef Abdi                 | Australia      | 8'17"97 | q, RP               |
| 7   | 2        | Ion Luchianov               | Moldavia       | 8'18"97 | q, RN               |
| 8   | 3        | Ruben Ramolefi              | Sudafrica      | 8'19"86 | Q, RP               |
| 9   | 3        | Richard Kipkemboi Mateelong | Kenya          | 8'19"87 | Q                   |
| 10  | 3        | Benjamin Kiplagat           | Uganda         | 8'20"22 | Q                   |
| 11  | 3        | Abubaker Ali Kamal          | Qatar          | 8'21"85 | Q                   |
| 12  | 2        | Brahim Taleb                | Marocco        | 8'23"09 |                     |
| 13  | 3        | Eliseo Martin               | Spagna         | 8'23"19 |                     |
| 14  | 1        | Bouabdellah Tahri           | Francia        | 8'23"42 | Q                   |
| 15  | 1        | Brimin Kiprop Kipruto       | Kenya          | 8'23"53 | Q                   |
| 16  | 1        | Abdelkader Hachlaf          | Marocco        | 8'23"62 | Q                   |
| 17  | 1        | Tareq Mubarak Taher         | Bahrein        | 8'23"66 | Q                   |
| 18  | 1        | Nahom Mesfin                | Etiopia        | 8'23"82 |                     |
| 19  | 1        | Ildar Minshin               | Russia         | 8'26"85 |                     |
| 20  | 3        | Hamid Ezzine                | Marocco        | 8'27"45 |                     |
| 21  | 3        | Vincent Zouaoui-dandrieux   | Francia        | 8'27"91 |                     |
| 22  | 3        | Roba Gary                   | Etiopia        | 8'28"27 |                     |
| 23  | 1        | Tomasz Szymkowiak           | Polonia        | 8'29"37 |                     |
| 24  | 1        | Rabia Makhloufi             | Algeria        | 8'29"74 |                     |
| 25  | 1        | Yoshitaka Iwamizu           | Giappone       | 8'29"80 |                     |
| 26  | 3        | Josh Mcadams                | Stati Uniti    | 8'33"26 |                     |
| 27  | 2        | Andrew Lemoncello           | Gran Bretagna  | 8'36"06 |                     |
| 28  | 3        | Pavel Potapovič             | Russia         | 8'36"29 |                     |
| 29  | 2        | Billy Nelson                | Stati Uniti    | 8'36"66 |                     |
| 30  | 2        | Jose Luis Blanco            | Spagna         | 8'37"37 |                     |
| 31  | 1        | Valērijs Žolnerovičs        | Lettonia       | 8'37"65 |                     |
| 32  | 3        | Pieter Desmet               | Belgio         | 8'37"99 |                     |
| 33  | 1        | Alberto Paulo               | Portogallo     | 8'39"11 |                     |
| 34  | 3        | Halil Akkaş                 | Turchia        | 8'44"70 |                     |
| 35  | 1        | Ruben Palomeque             | Spagna         | 8'58"50 |                     |
| 36  | 3        | Itay Magidi                 | Israele        | 9'05"02 |                     |
| 37  | 2        | Ali Ahmad Al-amri           | Arabia Saudita | 9'09"73 |                     |
|     | 1        | Matteo Villani              | Italia         | Rit.    |                     |
|     | 2        | Boštjan Buč                 | Slovenia       | Squal.  | Invasione di corsia |
|     | 2        | Jukka Keskisalo             | Finlandia      | NP      |                     |

Legenda:
- Q = Qualificato per le semifinali;
- q = Ripescato per le semifinali;
- RN = Record nazionale;
- RP = Record personale;
- NP = Non partito;
- Rit. = Ritirato;
- Squal. = Squalificato

## Finale
Lunedì 18 agosto, ore 21:10. Stadio nazionale di Pechino.
| Primatista mondiale   | 7'53"63 | Saif Shaheen  | Infortun. |
| Primatista stagionale | 8'00"57 | Paul K. Koech | N. Qual.  |

1. ↑  Record stabilito nel 2004.
2. ↑  Alla data del 1º agosto 2008.

| Pos | Atleta                      | Paese       | Tempo   | Note |
| --- | --------------------------- | ----------- | ------- | ---- |
|     | Brimin Kiprop Kipruto       | Kenya       | 8'10"34 |      |
|     | Mahiedine Mekhissi-Benabbad | Francia     | 8'10"49 |      |
|     | Richard Kipkemboi Mateelong | Kenya       | 8'11"01 |      |
| 4   | Yacob Jarso                 | Etiopia     | 8'13"47 |      |
| 5   | Bouabdellah Tahri           | Francia     | 8'14"79 |      |
| 6   | Youcef Abdi                 | Australia   | 8'16"36 |      |
| 7   | Ezekiel Kemboi              | Kenya       | 8'16"38 |      |
| 8   | Abubaker Ali Kamal          | Qatar       | 8'16"59 |      |
| 9   | Benjamin Kiplagat           | Uganda      | 8'20"27 |      |
| 10  | Mustafa Mohamed             | Svezia      | 8'20"69 |      |
| 11  | Tareq Mubarak Taher         | Bahrein     | 8'21"59 |      |
| 12  | Ion Luchianov               | Moldavia    | 8'27"82 |      |
| 13  | Anthony Famiglietti         | Stati Uniti | 8'31"21 |      |
| 14  | Ruben Ramolefi              | Sudafrica   | 8'34"58 |      |
| 15  | Abdelkader Hachlaf          | Marocco     | 9'02"06 |      |